# Кафундо (язык)
Кафундо (Cafundó, Cafundo Creole, Cupópia) — «секретный» язык, на котором говорят в деревне Кафундо (240 км от города Сан-Паулу) в Бразилии. Структурно язык подобен португальскому языку, с большим количеством слов из языков банту в его лексиконе.
Первоначально кафундо рассматривался как африканский язык, но более позднее исследование (1986) Чарльза Фогта и Питера Фрая обнаружило, что его грамматическая и морфологическая структуры принадлежат разновидности португальского языка, используемого в сельской глубинке на юго-востоке Бразилии («кайпира»), в то время как его словарь черпал слова из некоторых языков банту. Поэтому это не креольский язык, как это иногда считается.

## Носители
В сообществе говорящих очень мало (40 человек в 1978 году). Они живут в сельской местности, в 150 км от города Сан-Паулу, и в основном имеют африканское происхождение. Они также говорят на португальском языке, а кафундо используют в быту в качестве «секретного» языка. Носитель кафундо и банту-говорящий уроженец Африки (анголец или мозамбикец), говорящие каждый на португальском и языках банту соответственно, могут понимать друг друга, потому что у ангольского и мозамбикского диалектов есть своя частичная банту-унаследованная характеристика.

## Лексикон
Лексикон кафундо (купопия) формируется из нескольких слов из португальского и порядка 160 слов из языков банту (в основном, существительных). Вот несколько примеров слов африканской этимологии:
- andaru (do quimbundo ndalu): огонь
- avere (do quimbundo avele): молоко
- cumbe (do quimbundo rikumbi): солнце
- cupopiá (do quimbundo kupupia): разговор
- tata (do quimbundo tata): отец

## Выражения
В связи с небольшим количеством слов, говорящие на купопия прибегают для формирования выражения для представления другого процессуального объекта. Как правило, они образуются из двух существительных, соединённых сокращённым предлогом «do». Примеры:
- cumbe do téqui: луна; дословно — «вечернее солнце»
- injó do marrupe: четвёртый; дословно — «дом сна»
- ngobe do andaru: автомобиль; дословно — «огненный бык»

Иногда используются неафриканские слова для формирования выражения:
- respeito do ngobe: колючая проволока; дословно — «уважение быка»